# Bergbauwanderweg Ruhr-Universität
Der Bergbauwanderweg Ruhr-Universität in Bochum führt auf einer Länge von 15 km an folgenden Orten vorbei:

## Route
- U-Bahn-Station Ruhr-Universität
- Ruhr-Universität Bochum
- Botanischer Garten der Ruhr-Universität Bochum und Chinesischer Garten
- Lottental
- Westlicher Mailandsiepen
- Kemnader See
- Zeche Gibraltar
- Östlicher Mailandsiepen
- Ruhrlandheim
- Seilbahn
- Zeche Klosterbusch
- Kalwes
- Laerholz
- Halde Eulenbaum
- Uni-Center Bochum